# Campionato italiano di hockey su ghiaccio 1972-1973
Il Campionato italiano di hockey su ghiaccio 1972-73 è stata la 39ª edizione della manifestazione.

## Serie A

### Formazioni
Le squadre iscritte sono le stesse del campionato precedente: Diavoli Milano, HC Merano, SG Cortina, HC Gardena, HC Bolzano, Alleghe Hockey, Asiago Hockey ed HC Auronzo ma con l'aggiunta dell'HC Brunico.

### Formula
Anche la formula rimane invariata rispetto alla stagione precedente: vi è un primo girone dove si affrontano tutte le iscritte al torneo. Al termine di tale girone, le prime quattro classificate accedono ad un ulteriore girone dove si sfideranno per la conquista del titolo, le ultime cinque invece ad un secondo girone senza nulla in palio.

### Campionato

#### Girone finale

##### Spareggio scudetto
HC Bolzano - SG Cortina 5-4
 L'Hockey Club Bolzano vince il suo secondo scudetto.

Formazione Campione d'Italia: Robert Baumgartner – Giancarlo Benvenuti – Rolando Benvenuti – Roman Blaas – Franco Gallo – Robert Gamper – Giorgio Gasser – Giovanni Gasser – Hubert Gasser – Martin Innerebner – Thomas Mair – Gerard Morin – Gino Pasqualotto – Raimondo Refatti – Günther Schrott – Herbert Strohmaier – Romeo Tigliani – Arnaldo Vattai.

Allenatori: Gerard Morin – Gino Camin.